# Parle avec elle
Pour plus de détails, voir Fiche technique et Distribution.
Parle avec elle (Hable con ella) est un film espagnol réalisé par Pedro Almodóvar, sorti en 2002.

## Synopsis
Le rideau se lève sur un spectacle de danse, une représentation du Café Müller de Pina Bausch. Dans la salle, nous voyons deux spectateurs placés côte à côte, qui ne se connaissent pas : le premier, Benigno, remarque que son voisin, Marco, semble bouleversé et pleure.
À la clinique, Benigno, infirmier, donne ses soins  à Alicia, une jeune patiente dans le coma, tout en lui racontant le spectacle de danse, il lui montre enfin une dédicace de Pina Bausch, la célèbre chorégraphe. Benigno est un homme simple, gentil, serviable, dévoué, qui se consacre entièrement à cette jeune femme hospitalisée.
Marco, journaliste à El País, est intéressé par   Lydia, une torera vedette de la tauromachie en Espagne, après l'avoir vue à la télévision lors d'une interview. Après une corrida, il l'aborde pour lui demander une interview journalistique. Elle lui demande d'abord de la ramener à Madrid ; dans la voiture, lors de leur conversation, elle le prévient qu'elle refusera d'aborder le sujet de sa récente séparation du Niño de Valence, un torero qui a été son amant. Arrivée chez elle, elle prend peur devant un serpent et s'enfuit de sa maison ; Marco va le  tuer. Il l'accompagne dans hôtel qu'elle choisit, pour la rassurer, et elle accepte l'idée du reportage.
À la clinique El Bosque, on apprend  qu'Alicia a été victime d'un grave accident de la route, quatre ans plus tôt, et qu'elle se trouve depuis dans le coma.
Marco et Lydia commencent une relation amoureuse.
« Quelques mois plus tard. »
Dans une voiture, Lydia annonce à Marco qu'elle doit lui parler et qu'elle le fera après la corrida au cours de laquelle elle va toréer. Elle est gravement blessée par le taureau et emmenée dans un hôpital.
« Trois semaines plus tard. »
Lydia est dans le coma. Dans sa chambre, Marco rencontre le Niño venu rendre visite à son ex-compagne. En cherchant le médecin, il  observe par hasard, par une porte entrouverte, les soins donnés à une patiente dans le coma ; ayant trouvé le médecin, il le questionne au sujet de Lydia, et celui-ci lui déclare qu'il y a peu de chance qu'elle revienne un jour à un état de conscience. En repassant devant la porte entrouverte, Marco est appelé par l'infirmier Benigno. Ils bavardent, Marco remarque la photo dédicacée par Pina Bausch, et Benigno déclare avoir reconnu en lui son voisin au spectacle de danse.
Le docteur Roncero, qui vient voir sa fille Alicia, observe les soins que lui donne Benigno ; il lui rappelle la consultation qu'il lui avait donnée quelque temps auparavant en tant que psychiatre, consultation restée sans suite, et le questionne au sujet de sa sexualité. Benigno répond qu'il s'intéresse aux hommes et qu'il a actuellement quelqu'un dans sa vie. Après le départ du père d'Alicia, Benigno relate cette rencontre à l'une de ses collègues, ainsi que l'anecdote concernant sa sexualité, et il affirme être hétérosexuel.
À l'hôpital, Marco fait la connaissance de Katerina, la professeure de danse d'Alicia ; Benigno ajoute que l'école de danse se trouve en face de chez lui.
« Quatre ans plus tôt. »
D'une fenêtre de l'appartement de sa mère, avec qui il vit, Benigno regarde les cours de danse en face de son immeuble, une des élèves en particulier. Alors que celle-ci quitte le cours, Benigno remarque qu'elle perd son portefeuille dans la rue ; il quitte précipitamment l'appartement pour aller le ramasser ; il la rattrape pour le lui rendre. Elle s'appelle Alicia ; il la raccompagne jusqu’à  la porte de son immeuble ; voyant à côté de la porte la plaque du docteur Roncero, psychiatre, il devine qu'Alicia est la fille de ce médecin et qu'elle vit chez lui. Quelques jours passent, et Benigno, inquiet de ne plus revoir Alicia aux cours, prend rendez-vous avec le docteur Roncero. Lors de la consultation, Benigno se confie peu, mais on le sent très attaché à sa mère et on apprend qu'il est vierge. En quittant le psychiatre, il s'aventure dans l'appartement attenant au cabinet médical, il découvre la chambre d'Alicia, dérobe une pince à cheveux, puis tombe nez à nez avec Alicia. Il lui dit de ne pas avoir peur et quitte les lieux. La semaine se termine sur la vision de pluies incessantes sur la ville.
Benigno raconte à Marco qu'il a ensuite appris qu'Alicia avait eu un accident de voiture, sous la pluie, et que son père l'avait engagé pour s'occuper exclusivement d'elle. Il ajoute même qu'il a ainsi vécu les quatre plus belles années de sa vie. Devant le dévouement, les soins et les massages que Benigno donne à Alicia, Marco avoue qu'il ne peut même pas toucher Lydia, dans le coma elle aussi, et Benigno lui explique qu'il faut également lui parler, comme il le fait avec Alicia. Certaines collègues de Benigno s'interrogent sur son dévouement, qui pourrait paraître équivoque, à l'égard d'une femme dont il connaît l'intimité physique de par son métier, mais des rumeurs indiquent qu'il serait homosexuel.
S'intéressant aux loisirs qu'il peut offrir à Alicia – le cinéma muet entre autres –, Benigno va voir un film muet, L'amant qui rétrécit. Pendant le massage, le lendemain, il raconte le film à Alicia, l'histoire d'un jeune savant, Alfredo, qui teste un breuvage de sa compagne chimiste, Amparo, breuvage qui le fait rétrécir jusqu'à mesurer une douzaine de centimètres ; une nuit, en explorant le corps nu de sa compagne, Alfredo va choisir de vivre dans son vagin, ce qui fait frémir de plaisir Amparo dans son sommeil.
« Un mois plus tard. »
En présence de Marco, Benigno a réuni Alicia et Lydia sur la terrasse ; Marco se souvient du mariage de son ex-petite amie, Angela, auquel il a assisté avec Lydia, il parle des problèmes de drogue qu'avait Angela, de son propre mal-être lorsqu'ils se sont séparés ; il parle aussi de Lydia qui voulait lui parler après la corrida à laquelle elle se rendait.
À la clinique, Marco rencontre le Niño. Celui-ci lui apprend que Lydia et lui s'étaient remis ensemble un mois avant l'accident, et Marco comprend alors de quoi elle voulait lui parler avant la corrida. Il se rend dans la chambre d'Alicia ; il la surprend nue et seule, avant que n'arrive Benigno, à celui-ci il déclare qu'il a décidé de partir en voyage ; il s'en va. Benigno est rejoint par sa collègue, et ils discutent de l'absence de règles chez Alicia, "Seulement du retard" selon Benigno.
Un mois plus tard, la même question se pose, Benigno déclare encore que tout est normal, mais l'infirmière décide de parler du problème au médecin-chef.
Marco et Benigno déjeunent ensemble. Marco raconte qu'il n'a pas pu dire au revoir à Alicia, car on lui faisait passer des examens, Benigno lui annonce alors qu'il va se marier avec Alicia. Marco lui fait promettre d'oublier cette idée absurde et de ne pas l'évoquer devant qui que ce soit.
La direction de l'hôpital aborde le problème de la grossesse d'Alicia et par conséquent du viol qu'elle a subi. Benigno ayant rempli tous les rapports la concernant, un infirmier ayant été témoin de sa conversation avec Marco au sujet de son projet de mariage, il devient le principal suspect...
« Jordanie, huit mois plus tard. »
Marco travaille sur une plage quand il apprend par le journal que Lydia a été inhumée. Il appelle la clinique, apprend que Benigno n'y travaille plus et qu'il est en prison pour le viol d'Alicia. Marco retourne en Espagne, décidé à le retrouver. Ayant appris où il est emprisonné, il  obtient de parler au téléphone à Benigno ; Benigno, anxieux, demande alors à son ami de se renseigner au sujet d'Alicia, car il ne sait pas ce qu'elle est devenue. Ils se voient enfin au parloir de la prison ; au cours de la conversation, Benigno propose à Marco de lui louer son appartement et lui rappelle instamment qu'il désire recevoir des nouvelles d'Alicia.
Depuis l'appartement de Benigno, Marco peut lui aussi observer l'école de danse. Il reçoit un choc quand il aperçoit Alicia, vivante, venue rendre visite à Katerina.
L'avocat de Benigno reçoit Marco ; il lui explique avoir préféré ne pas apprendre à Benigno qu'Alicia était sortie du coma à la suite de son accouchement et que l'enfant était mort-né.
Marco rencontre de nouveau Benigno, mais il ne lui dit pas la vérité à propos d'Alicia. Quelques jours plus tard, il reçoit un message de Benigno, qui a décidé de s'évader. Marco en comprend immédiatement le sens caché et se rend à la prison, mais il arrive trop tard : Benigno a pris une surdose de médicaments pour tomber dans le coma lui aussi, il est décédé. Quelque temps plus tard, Marco va au cimetière où repose Benigno pour lui parler et lui révéler qu'Alicia est vivante.
Marco est au théâtre, par hasard à la même séance qu'Alicia et Katerina ; Alicia le reconnaît, ils font connaissance. Le film se conclut alors qu'apparaît un nouvel intertitre : « Marco et Alicia ».

## Fiche technique
- Titre français : Parle avec elle
- Titre original : Hable con ella
- Réalisation : Pedro Almodóvar
- Scénario : Pedro Almodóvar
- Image : Javier Aguirresarobe
- Musique : Alberto Iglesias
- Son : Miguel Rejas
- Montage : José Salcedo
- Direction artistique : Antxón Gómez (es)
- Production : Agustín Almodóvar
- Sociétés de production : El Deseo, A3TV et Via Digital
- Pays d'origine :  Espagne
- Langue originale : espagnol
- Durée : 112 min
- Format : couleurs
- Dates de sortie :
  - Espagne : 15 mars 2002
  - France : 10 avril 2002
- Classification :
  - France : Tout public lors de sa sortie en salles et déconseillé aux moins de 12 ans à la télévision

## Musique
- Sabana Santa
- Hable con ella
- Cucurrucucú paloma
- El grito
- Por toda a minha vida
- La mesita de noche
- Jordania
- El amante menguante
- María Santísima de Araceli
- La noche y el viento
- Trincheras / Decadance
- Habitacion de Alicia
- A Portagayola
- La discusion viaja en coche
- Alicia vive
- Los olivos
- Amanecer agitato
- Soy Marco
- Raquel
- The Plaint: O Let Me Weep, for Ever Weep

## Distribution
- Javier Cámara (V. F. : David Macaluso) : Benigno Martín, l'infirmier
- Darío Grandinetti (V. F. : Éric Herson-Macarel) : Marco Zuluaga, le journaliste
- Leonor Watling (V. F. : Barbara Delsol) : Alicia Roncero, la patiente dans le coma, ancienne danseuse
- Rosario Flores (V. F : Catherine Le Hénan): Lydia González, la torera
- Lola Dueñas (V. F. : Emmanuelle Rivière) : Matilde
- Geraldine Chaplin (V. F. : Geraldine Chaplin) : Katerina Bilova, la professeur de danse d'Alicia
- Mariola Fuentes (VF : Frédérique Cantrel) : Rosa, l'infirmière collègue de Benigno
- Paz Vega : Amparo, la femme de l'Amant qui rétrécissait, le film dans le film
- Adolfo Fernandez (V. F. : Marc Alfos) : Niño de Valencia, ex-amant de Lydia
- Helio Pedregal : le docteur Roncero, père d'Alicia
- Elena Anaya : Angela, l'ex-petite amie de Marco
- Pina Bausch : elle-même
- Caetano Veloso : lui-même, le chanteur

- Marisa Paredes : Une invitée à la fête
- Cecilia Roth : Manuela Coleman
Version française [1]
  - Studio de doublage :
  - Direction artistique : Jean-Marc Pannetier
  - Adaptation : Jean-Marc Pannetier

## Distinctions

### Récompenses
- BAFTA Awards 2003 :
  - Meilleur scénario original
  - Meilleur film en langue étrangère
- Prix du cinéma européen 2003 : People's Choice Award du meilleur film européen
- César 2003 : meilleur film de l'Union européenne
- Golden Globes 2003 : meilleur film en langue étrangère
- Oscars 2003 : meilleur scénario original

## Autour du film
- Des intertitres rythment le film ; ils sont marqués entre guillemets dans le synopsis ci-dessus.
- Le film s'ouvre sur une représentation de Café Müller, un spectacle célèbre de la chorégraphe Pina Bausch sur une musique de Purcell.
- Le prénom du personnage principal, Benigno, est un clin d'œil à Roberto Benigni, avec qui Almodóvar souhaitait travailler.
- La clinique où travaille Benigno se nomme El Bosque, c'est-à-dire le bois, où l'on trouve deux « belles au bois dormant », dont une sera réveillée après son accouchement consécutif au viol (et non par la seule présence du prince charmant comme dans la version[2] de Charles Perrault).
- Le petit film muet que Benigno découvre à la cinémathèque, L'Amant qui rétrécit (Amante menguante de Hilario Muñoz), est un hommage à un classique du cinéma fantastique américain, L'Homme qui rétrécit de Jack Arnold.
- Marco se remémore des moments mélancoliques qu'il a vécus avec Lydia, dont une soirée pendant laquelle ils écoutent un chanteur interpréter le standard « Cucurrucucú Paloma » ; Caetano Veloso joue son propre rôle et interprète cette chanson célèbre. On peut également observer la présence comme figurantes de Marisa Paredes et Cecilia Roth, actrices fétiches d'Almodóvar, notamment dans le film Tout sur ma mère ; Almodóvar avait entendu cette chanson en concert et rêvait depuis longtemps de pouvoir l'intégrer à l'un de ses films.
- Le prêtre qui marie Angela, l'ancienne amie de Marco, est Agustín Almodóvar, frère de Pedro et producteur du film.
- Pedro Almodóvar fait également d'autres références cinématographiques dans son film : on peut observer à deux reprises un livre à la couverture jaune posé sur la table de chevet d'Alicia, représentant l'acteur Robert Mitchum dans La Nuit du chasseur de Charles Laughton. Quand Benigno s'introduit dans la chambre d'Alicia, on aperçoit au mur l'affiche de Metropolis de Fritz Lang.